# Juan Alamillo Cuesta
Juan Alamillo Cuesta (Córdoba, 23 de febrer de 1944) és un electricista i destacat líder obrer socialista a Catalunya. Conegut amb el sobrenom de: “El Chorbo”.

## Inicis
Neix a Córdoba el 23 de febrer de 1944, en una família molt humil. Entre 1956 i 1963, estudia a la Universitat Laboral de Córdoba i obté el títol de mestria industrial d'electricitat. Del setembre de 1963 al gener del 1964 treballa a l'empresa Hermanos Dorado, de Córdoba, dedicada a muntatges elèctrics.

## Trajectòria durant el franquisme[1]
El febrer de 1964 emigra a Catalunya i viu a Terrassa on portarà després d'un temps la família. Com especialista treballa a l'AEG d'aquesta localitat. En un primer moment, les seves inquietuds socials el fan participar en la Joventut Obrera Catòlica del Vallès Occidental. Present en la creació de Comissions Obreres, que abandonà més endavant per l'hegemonia marxista-leninista del PSUC al sindicat. Poc després participarà en la creació del sindicat Associació Sindical de Treballadors. No conforme amb limitar-se amb la lluita sindical, decideix participar en la lluita política i encapçala la delegació catalana del congrés que a Alcalà de Henares funda el partit Organització Revolucionària dels Treballadors,en què deixarà de militar per la seva deriva maoista. Cansat dels continus controls policials es trasllada a Barcelona on treballarà a Lámparas Zeta (del grup Philips) fins que va ser acomiadat. Ha de buscar feines diverses per estar en les llistes negres de la patronal.
L'any 1973 col·labora amb el col·lectiu "plataformes d'empreses" que pretenia evitar el monopoli del PSUC a Comissions Obreres.
Quan deixà l'ORT juntament amb altres militants, Eduardo Martín Toval, Xavier Guitart i Domènech, etc., creen una organització al voltant de la revista El Topo Obrero (1973) on serà un referent. Finalment, a l'octubre del 1975, major part dels membres de l'organització crea el Moviment per l'Autogestió i el Socialisme que, juntament amb altres grups impulsaria Convergència Socialista de Catalunya i el Partit Socialista de Catalunya-Congrés per confluir el 1978 en el Partit dels Socialistes de Catalunya amb altres forces polítiques socialistes Federació Catalana del PSOE i PSC-Reagrupament.
El 1975 participa en la primera presentació pública de Convergència Socialista de Catalunya, juntament amb altres treballadors, militants polítics i intel·lectuals. Començarà una tasca molt intensa, mentre treballava de professor en una escola de formació professional a Sant Boi de Llobregat, de participació en mítings polítics i sindicals per tota la geografia catalana.

## L'etapa democràtica
Com a sindicalista va treballar activament en l'enorme expansió per totes les comarques i municipis de la Unió General de Treballadors UGT, sindicat al qual es va afiliar quan va ser expulsat de la Unió Sindical Obrera arran de la seva defensa de la unitat UGT-USO. Això i la seva presència a les llistes electorals li van provocar crítiques en el sentit que obeïa als interessos del PSOE.
En 1978 formà part del Secretariat del PSC-C i en 1979 s'incorporà al Secretariat de la UGT de Catalunya com a secretari de coordinació i expansió comarcal i després al Partit dels Socialistes de Catalunya. El 2004 serà nomenat secretari de política Institucional
Juan Alamillo ha estat un membre molt actiu del Secretariat de la Unió de Jubilats de la UGT de Catalunya. També és membre i fou secretari de l'ONG DESOS
Amb desacord amb la política del sindicat UGT durant la crisi econòmica, s'ha donat de baixa en aquest sindicat i actualment col·labora amb Comissions Obreres.

## Premis
L'any 2004 li van concedir el XXXXX Premi Primer de Maig, instituït per la Fundació Josep Comaposada d'UGT i Fundació Rafael Campalans del PSC.
La Federació de Barcelona del Partit dels Socialistes de Catalunya li va atorgar la Rosa d'Or de Barcelona.
El 2006 el govern de la Generalitat de Catalunya li atorgà la Medalla al Treball President Macià